# Аргансон
Аргансон (фр. Argançon) насеље је и општина у североисточној Француској у региону Шампања-Ардени, у департману Об која припада префектури Бар сир Об.
По подацима из 2011. године у општини је живело 100 становника, а густина насељености је износила 12,2 становника/km². Општина се простире на површини од 8,2 km². Налази се на средњој надморској висини од 168 метара.

## Демографија
| 1962. | 1968. | 1975. | 1982. | 1990. | 1999. | 2011. |
| ----- | ----- | ----- | ----- | ----- | ----- | ----- |
| 127   | 130   | 135   | 118   | 117   | 113   | 100   |

График промене броја становника у току последњих година